# Сфакс

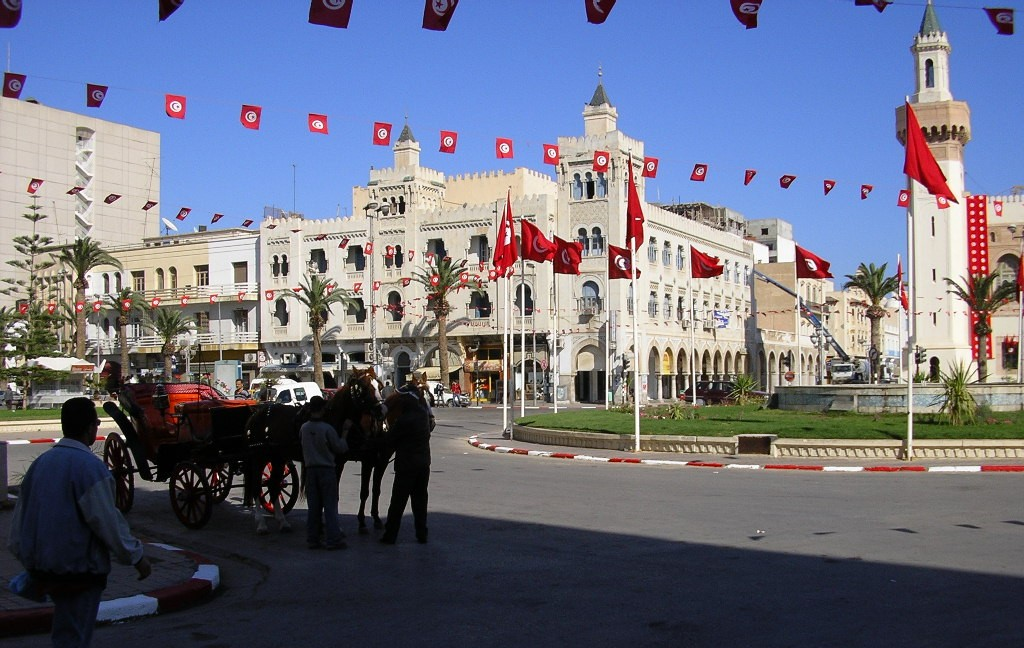
Вид на Республиканскую площадь и мэрию (май 2005 года)

Сфакс (араб. صفاقس‎) — город в Тунисе, в 270 км к юго-востоку от столицы страны Туниса. Город основан в 849 году на месте римского города Тапарура. Второй по населённости после столицы город в Тунисе. Административный центр вилайета Сфакс, его нередко называют «южной столицей» страны. Порт на побережье Габесского залива Средиземного моря. Численность населения города в 2014 году составляла 330 440 человек. Население метрополитенского ареала Сфакса достигает 955 422 жителей (2018). Важный центр переработки фосфатов.

## История
К концу X века Сфакс становится независимым городом-государством. В 1148 году город захватывает король Сицилии Рожер II, и только в 1156 году город освобождают местные войска. На короткое время, уже в XVI веке, город переходит в руки испанцев. Будучи оплотом берберских пиратов, Сфакс выдержал нападение Венеции в 1785 году.

К концу XIX века Сфакс вместе с остальной частью Туниса был завоёван Францией и вошёл в состав Французской империи.
Во время Второй мировой войны Страны нацистского блока использовали город в качестве крупной военной базы, пока британские войска не нанесли им поражение.

После Второй мировой войны Тунис был возвращён Франции и добился независимости лишь в 1956 году.

В 1970 году недалеко от города были обнаружены довольно значительные запасы нефти.

## Образование
В Сфаксе действует ряд высших учебных заведений:
- ENIS (École Nationale d’Ingénieurs de Sfax — Национальная школа инженеров Сфакса)
- ESCS (École Supérieure de Commerce de Sfax — Высшая школа коммерции Сфакса)
- Faculté de Médecine de Sfax — Факультет медицины Сфакса

## Транспорт
В 6 км к юго-востоку от города расположен международный аэропорт Сфакс–Тина.

## Достопримечательности
- Площадь Хеди Шакера — центр города
- Улица Хабиба Бургибы
- Большая Мечеть Двух Старух (Джами эль-Азузейн) — постройка IX века
- Мечеть Повелителя моря (Сиди Эль-Бахри)
- Дворец Дар-Джелули — постройка XVIII века, Музей народных искусств и традиций
- Ворота Баб эд-Диван (Ворота Совета) — постройка XIV века

## Города-побратимы
- Дакар, Сенегал (1965)
- Марбург, Германия (1971)
- Касабланка, Марокко (1981)
- Сафи, Марокко (1982)
- Оран, Алжир (1989)
- Махачкала, Россия (1990)
- Гренобль, Франция (1998)